# Nembostrato
Il nembostrato è una nube a grande sviluppo orizzontale, di colore grigiastro - nero, mai bianco.

## Descrizione
È la classica nube da maltempo di solito non temporalesco. Normalmente, i nembostrati portano precipitazioni di intensità moderata o abbondante, seppur non ai livelli di quelle portate dai cumulonembi, le quali sono invece molto spesso foriere di manifestazioni temporalesche. Il nembostrato differisce dallo strato in quanto è più spesso e origina precipitazioni e venti più forti.
Segnala l'arrivo di fronti perturbati di matrice caldo-umida e di precipitazioni persistenti, che possono anche durare per più giorni, prima dell'arrivo delle schiarite. Talvolta, sotto la base del nembostrato, a causa dei forti venti ad alta quota e dei tassi elevati di umidità, si possono formare delle nubi piccole e sfrangiate, i cumulus fractus, che rappresentano residui di nembostrati separati dalla nube principale ad opera delle intense correnti in quota.
Il Nembostrato, Insieme al Cumulonembo è l'unica tipologia di nube a non avere alcuna varietà riscontrabile.